# Gouvernement Minghetti I
Royaume d'Italie
Farini La Marmora II
Le gouvernement Minghetti I (Governo Minghetti I, en italien) est le gouvernement du royaume d'Italie entre le 24 mars 1863 et le 28 septembre 1864, durant la VIIIe législature.

## Historique
Le gouvernement est formé en mars 1863, il est confronté à divers problèmes notamment la lutte contre le brigandage et le déficit bufgétaire. À la suite du massacre de Turin, le gouvernement doit rendre sa démission.

## Composition
Composition du gouvernement
- Droite historique

### Président du conseil des ministres
Marco Minghetti

### Listes des ministres
- Ministre des affaires étrangères : Emilio Visconti-Venosta
- Ministre de l'agriculture, de l'industrie et du commerce : Giovanni Manna
- Ministre des finances : Marco Minghetti
- Ministre de la justice : Giuseppe Pisanelli
- Ministre de la guerre : Alessandro Della Rovere
- Ministre de l'intérieur : Ubaldino Peruzzi
- Ministre du travail public : Luigi Federico Menabrea
- Ministre de la marine :
  - Orazio Di Negro jusqu'au 20 avril 1863
  - Efisio Cugia après le 20 avril 1863
- Ministre de l'instruction publique : Michele Amari